# Porta (náutica)

Porta cañonera, parcialmente abierta sobre su tronera.

En náutica, la porta es cualquiera de las superficies articuladas, generalmente cuadradas o cuadrilongas, utilizadas para, alternativamente, tapar o destapar todo tipo de aberturas en los costados, en la popa o en los castillos de las embarcaciones, o en cualquier otra de sus divisiones interiores. (fr. Sabord; ing. Gun port).

## Descripción
Sirven para aportar luz al interior de la embarcación o para el manejo o servicio de la artillería u otros objetos.
En el ámbito de la artillería naval, las aberturas mismas por las que asoman y disparan los cañones no son portas sino troneras, y las portas que abren o cierran las así llamadas troneras son las «portas cañoneras».
En la era de la navegación a vela las portas cañoneras, sobre todo las de las cubiertas más bajas y más próximas a la línea de flotación, tenían la propiedad estanca de impedir que el agua del mar penetrase en el interior del buque. Efectivamente, la estanqueidad de estas portas era indispensable cuando el buque navegaba escorado.

## Tipos de portas
Cada una toma la denominación o título correspondiente al suyo peculiar como porta de artillería, de mira, de Santa Bárbara, de carga, de lastre o de recibo, de luz, etc. Antiguamente, la de artillería se llamaba cañonera.
Porta de recibo, de carga o de lastreEs la que se abre a popa o a proa entre el plano de flotación y la cubierta para el paso de efectos que no pueden cargarse cómodamente por la escotilla como son por ejemplo las tozas de madera en los barcos dedicados a conducirlas.
Media portaLa unida con bisagras al batíporte inferior de las portas de la batería, que no tapa más que la mitad de la abertura por donde sale la boca del cañón, cubriéndose la otra mitad con arandelas. Otros la llaman porta de dos hojas.
Porta fingidaLa que se pinta figuradamente en los costados de algunos buques mercantes y corsarios para engañar al enemigo.
Porta de correrLa enteriza y de quita y pon que se trinca en cada ventana de la cámara cuando se corre un temporal, para impedir la introducción del agua por ellas.
Falsa portaEspecie de porta postiza o de media porta que sirve para tapar las troneras de las segundas y terceras baterías de los navíos y de la única de las fragatas para lo cual tiene un agujero circular hacia el centro, por donde pasa el cañón.